# Каррье-Беллёз, Альбер-Эрнест
Альбе́р-Эрне́ст Каррье́ де Беллёз, чаще Альбе́р-Эрне́ст Каррье́-Беллёз (фр. Albert-Ernest Carrier de Belleuse dit Carrier-Belleuse; 12 июня 1824, Анизи-ле-Шато — 3 июня 1887, Севр) — французский скульптор, наряду с Жаном-Батистом Карпо один из главных представителей «стиля Наполеона III» периода Второй империи.
Он был одним из самых плодовитых художников века, пользовался большим успехом и личной поддержкой императора Наполеона III. Каррье-Беллёз внёс большой вклад в развитие декоративно-прикладного искусства. В его мастерской № 15 на улице Тур д’Овернь в Париже работало большое количество художников, в том числе Огюст Роден. В конце жизни Каррье-Беллёз был директором художественного отдела Севрской фарфоровой мануфактуры и внёс значительный вклад в искусство мелкой фарфоровой и бронзовой пластики.
Его сыновья: Луи-Робер (1848—1913) — живописец, скульптор и керамист и Пьер Каррье-Беллёз (1851—1932) — живописец.

## Биография и творчество
Будущий скульптор был сыном Луи-Жозефа-Франсуа Каррье де Беллёза, нотариуса, и Луизы-Франсуазы-Юлали Эделины. Он родился в Анизи-ле-Шато на севере Франции. Его отец умер в 1834 году, оставив семью в тяжёлом положении. Братья Франсуа и Этьен Араго и двоюродные братья семьи, взяли на себя образование Альбера-Эрнеста. В 1837 году он поступил подмастерьем в мастерскую гравёра Бошери. Вскоре после этого Альбера-Эрнеста направили к ювелиру Жаку Анри Фоконье (1776—1839).
Через Франсуа Араго он познакомился со скульптором Давидом д’Анже, который помог ему поступить 1 апреля 1840 года в Школу изящных искусств в Париже. Его успехи были отмечены, и вскоре он получил заказы на модели канделябров, часов, каминных принадлежностей бронзолитейных мастерских Барбедьеннa и Деньера.
В 1848 году, вероятно, по инициативе Франсуа Араго, президента «исполнительной комиссии» (Временного правительства), Каррье-Беллёз получил свой первый публичный заказ на небольшую статую мадемуазель Рашель, поющей «Марсельезу». В это же время завязался его роман с Анной-Луизой Адно (1821—1903), художницей-акварелисткой, вдовой Бодессона, торговца картинами, на которой он женился 9 июля 1851 года в Мэрилебоне (Лондон). В том же году он впервые принял участие в Салоне французских художников, где представил два бронзовых медальона.
В 1849—1855 годах Каррье-Беллёз работал в Англии, в Стаффордшире, на фабрике Томаса Минтона в качестве скульптора-модельера, создавая модели для фигурок из «париана» — неглазурованного фарфора в подражание античной скульптуре. В 1875—1887 годах был художественным директором и руководителем модельной мастерской Севрской фарфоровой мануфактуры, чем внёс значительный вклад в развитие французского искусства фарфоровой пластики.
Вернувшись в Париж, Каррье-Беллёз стал модным скульптором салонов Второй империи. Он переехал в большую мастерскую, расположенную на улице Тур д’Овернь. С 1857 года он регулярно выставлял свои мраморные скульптуры в Парижском салоне и получил известность благодаря таким скульптурам как «Вакханка», выставленная в Салоне 1863 года и приобретённая Наполеоном III, «Анжелика» (1866) и «Спящая Геба» (1869)). В Салоне 1867 года его группа под названием «Мессия», изображающая Деву Марию, держащую над головой Младенца Иисуса, принесла ему почётную медаль. Это произведение было приобретено государством для украшения Капеллы Пресвятой Девы в церкви Сен-Венсан-де-Поль. В то же самое время Каррье-Беллёз создавал множество портретных бюстов знаменитых людей из мрамора, бронзы и терракоты, в том числе Эжена Делакруа, Адольфа Тьера, Эрнеста Ренана.
Каррье-Беллёз большую часть своего времени посвящал декоративной скульптуре. Он участвовал в украшении многих важных зданий. Им созданы кариатиды на фасаде здания Парижского коммерческого суда и Театра Ренессанса, терракотовая группа «Поцелуй», несколько скульптур в церкви Сент-Огюстен, гипсовая модель статуи Мольера, лепные потолки павильонов Лесдигьер и Ла Тремуйль в Лувре, фриз Биржевого дворца в Брюсселе, скульптурный декор отеля Паива (1860) в Париже. Он также получил государственные заказы на памятники: Жан-Жаку Руссо в Монморанси, Александру Дюма в Виллер-Котре, Андре Массене в Ницце. За границей он создал конную статую Михаила Храброго в Бухаресте и гробницу Хосе де Сан-Мартина в Буэнос-Айресе.
В 1873 году Каррье-Беллёз вместе с Жаном-Батистом Карпо участвовал в скульптурном оформлении здания Парижской оперы под руководством своего друга архитектора Шарля Гарнье. Он создал два монументальных факела c поддерживающими их кариатидами, которые обрамляют парадную лестницу, и кариатиды камина в большом фойе.
Особенно прославили скульптора камерные произведения: небольшие статуэтки, стилизованные «под античность» и, одновременно, искусство XVIII века. Наполеон III ласково называл скульптора «Наш Клодион». Такие статуэтки, подобные клодионовским, в основном женские фигурки, «вакханки» и «сатирессы», стали непременным украшением аристократических гостиных Франции. В целом стиль Каррье-Беллёза носил эклектический характер, недаром его иногда называли «классически-барочно-рокайльным».
Каррье-Беллёз умер в возрасте шестидесяти двух лет в Севре 3 июня 1887 года. Похоронен на кладбище Сен-Жермен-ан-Ле. У Каррье-Беллёза было много учеников, которые работали в его парижской мастерской. Помимо О. Родена хорошо известны Александр Фальгьер, Жюль Дебуа, Эжен Делапланш, Жюль Далу, Жозеф Шере.

## Каррье-Беллёз и Роден
С 1864 по 1870 год молодой Роден работал в мастерской Каррье-Беллёза. С началом франко-прусской войны Роден был призван в действующую армию, но вскоре комиссован из-за плохого зрения. Каррье-Беллёз, который переехал в Бельгию и получил крупный заказ на оформление здания брюссельской Биржи, предложил Родену работу, и тот тоже переехал в Брюссель.
В Брюсселе Роден создал несколько скульптур для частных домов, для здания биржи и боковые фигуры для памятника бургомистру Лоосу в Антверпене. После рабочего дня Роден изготавливал для Каррье-Беллёза статуэтки, которые тот под своим именем отливал в бронзе и выставлял на продажу. Однажды Роден подписал одну статуэтку собственным именем и предложил посреднику в обход Каррье-Беллёза. Когда об этом узнал Каррье-Беллёз, он сразу уволил Родена. По окончании франко-прусской войны Каррье-Беллёз вернулся во Францию, и его незаконченную работу по контракту принял скульптор Антуан-Жозеф ван Расбург, который нанял Родена своим помощником.

## Галерея
- Вакханка. 1863. Мрамор. Музей Орсе, Париж
- Богиня Диана. Мрамор. Музей искусств Мэрихилла, Вашингтон
- Мария Шотландская. Между 1860 и 1869. Терракота. Музей изобразительных искусств, Сан-Франциско, Калифорния, США
- Девушка в соломенной шляпе. Между 1868 и 1870. Терракота. Метрополитен-музей, Нью-Йорк
- Фантазия. Между 1865 и 1870. Терракота. Музей искусств округа Лос-Анджелес, США
- Мелодия. Ок. 1887. Бронза. Музей музыкальных инструментов, Берлин
- Флора. Между 1870 и 1880. Мрамор. Новая пинакотека, Мюнхен
- Покинутая Психея. 1872. Мрамор. Музей изобразительных искусств, Марсель
- Дремлющая Геба. 1869. Мрамор. Музей Орсе, Париж
- Меж двумя любящими. 1867. Мрамор. Музей искусств округа Лос-Анджелес, США
- Леда и лебедь. Ок. 1870. Терракота. Метрополитен-музей, Нью-Йорк
- Кариатиды. 1873. Театр Ренессанса, Париж
- Кариатиды торшера парадной лестницы Большой оперы. 1873. Бронза. Париж
- Ваза. 1883–1885. Севрский фарфор. По модели Каррье-Беллёза
- Сатир и нимфа. Терракота. Музей Орсе, Париж
- Мюзетта, мальтийская болонка. 1855–1868. Фарфор. Севр